# Карадай
Карадай — ландшафтний заказник місцевого значення. Об'єкт розташований на території Каланчацького району Херсонської області у межах однойменного півострова. 
Півострів Карадай розташований за 8 км від села Хорли. Південніше розташовані Каланчацькі острови. Півострів тягнеться від села Роздольне в південно-західному напрямку на 5,5 км. Півострів має дві частини, які розділені між собою вузьким перешийком, що має довжину 1 кілометр та ширину 110 метрів. Більша частина півострова розташована між селом Роздольне і перешийком, вона розорана. Менша частина (південно-західна), розташована за перешийком. Вона є давнім перелогом або ніколи не оралася. Ця частина півострова має форму півкола 1,7 км завдовжки і 0,8 км завширшки, з плоскою східною та опуклою західною частинами..
Площа заказника — 926 га, статус отриманий у 2020 році.
Ці території є важливими для збереження приморської рослинності та пустельних степів, а особливо численних колоній багатьох видів птахів — лебедів, чапель, чайок, диких гусей тощо.
У складі флори заказника зростає ряд созофітів, зокрема: кермек чурюкський, ковила волосиста, мласкавець тоненький (Червона книга України) та ефедра двоколоскова (Червоний список Херсонської області). До Червоної книги України включено 38 видів тварин (6 видів комах, 1 вид амфібій та 31 вид птахів), зокрема кулик-сорока, журавель сірий, пісочник великий, коловодник ставковий, шилодзьобка, довгоніг.
У заказнику представлені оселища Резолюції № 4 Бернської конвенції, зокрема A2.5 Прибережні солончаки та засолені зарості очерету та E6.2 Континентальні внутрішні засолені степи.
Після російського вторгнення в Україну заказник опинився на окупованій території. Російські війська облаштували полігон на його території.